# Eilema pseudosoror
Eilema pseudosoror là một loài bướm đêm thuộc phân họ Arctiinae, họ Erebidae.